# Mindre sammetssnäcka
Mindre sammetssnäcka (Velutina plicatilis) är en snäckart som först beskrevs av Otto Friedrich Müller 1776. Enligt Catalogue of Life ingår Mindre sammetssnäcka i släktet Velutina och familjen Velutinidae, men enligt Dyntaxa är tillhörigheten istället släktet Velutina och familjen Lamellariidae. Enligt den svenska rödlistan är arten otillräckligt studerad i Sverige. Arten har några gånger hittats utanför Bohuskusten. Artens livsmiljö är havet. Inga underarter finns listade i Catalogue of Life.